# 学校法人青森山田学園
学校法人青森山田学園（がっこうほうじんあおもりやまだがくえん）は、青森県青森市に本部を置く学校法人。

## 沿革
- 1918年（大正7年） - 創立者山田きみが青森県青森市新町の自宅で裁縫塾を開く
- 1919年（大正8年） - 山田高等家政女学校に改称
- 1931年（昭和6年）3月5日 - 各種学校令による青森家政学園設立許可（青森市長島町156番地）
- 1933年（昭和8年）3月31日 - 文部大臣の許可を受け、実業学校令による山田高等家政女学校認可（本科4年、家政科2年、研究科1年）（青森市浦町）
- 1934年（昭和9年） - 家庭科を増設
- 1948年（昭和23年） - 財団法人組織として山田学園設立。山田保育園を設置
- 1949年（昭和24年） - 中学校を併設
- 1951年（昭和26年）3月12日 - 財団法人山田学園を学校法人山田学園に改組。高等学校男子部を設置
- 1962年（昭和37年）
  - 法人名を学校法人山田学園から学校法人青森山田学園と改称
  - 山田高等学校を青森山田高等学校に改称
  - 青森短期大学開学
- 1968年（昭和43年） - 青森大学開学
- 1977年（昭和52年）
  - 学園歌制定
  - 青森山田高等学校新校舎完成
  - 青森高等理容美容学校を十和田高等理容美容学校と改称
- 1978年（昭和53年） - 十和田幼稚園を十和田市に設置
- 1980年（昭和55年） - 北園幼稚園を十和田市に設置
- 1985年（昭和60年） - 螢ヶ丘幼稚園設置
- 2001年（平成13年）3月30日 - 青森山田中学校開校
- 2013年（平成25年） - 青森短期大学閉学

## 設置校
- 青森大学
- 青森県ヘアアーチスト専門学校
- 青森山田中学高等学校
- 呉竹幼稚園
- 螢ヶ丘幼稚園
- 北園幼稚園

## 旧設置校
- 青森短期大学